# Мефодій (Кудряков)
Митрополит Київський і всієї України Мефодій (в миру Валерій Андрійович Кудряков; 11 березня 1949, Копичинці, Тернопільська область, Українська РСР — 24 лютого 2015, Київ, Україна) — український громадсько-політичний та церковний діяч, третій глава Української автокефальної православної церкви у 2000—2015 роках, Митрополит Київський і всієї України.

## Життєпис
Народився 11 березня 1949 року в місті Копичинцях Гусятинського району Тернопільської області. Вищу духовну освіту здобув у Московських духовних семінарії й академії в Загорську.
- 1968 — закінчив середню школу у м. Монастириська.
- 1969—1971 — перебував у лавах радянської армії.
- 1977—1981 — навчання в Московській духовній семінарії.
- 27 червня 1981 — Митрополитом Львівським і Тернопільським Миколаєм (Юриком) рукопокладений у диякони (целібат), а наступного дня (28 червня того ж року) у священики.
- 1985 — призначений благочинним по Тернопільській області.
- 1986 — поступив на заочний відділ Московської духовної академії.
- 1987 — як прихильник автокефального статусу Української церкви заборонюється у священнослужінні рішенням архієпископа Львівського і Тернопільського Никодима (Руснака).
- 1989 — зняття заборони у священнослужінні та відновлення у клірі Львівської та Тернопільської єпархії.
- 1990 — протоієрей Валерій Кудряков приєднується до кліру Української Автокефальної Православної Церкви.
- 1990, 29 квітня — разом з іншими священиками вперше в Тернополі освячує на Театральному майдані національний прапор України[1]
- 1993 — прийняття чернечого постригу з іменем Мефодій на честь рівноапостольного Мефодія, учителя слов'янського (869).
- 1995 — призначений керуючим Канцелярією Святішого Патріарха Київського і всієї Русі-України Володимира (1993—1995).
- 17 червня 1995 — Святішим Патріархом Київським і всієї Русі-України Володимиром та єпископом Донецьким і Луганським Ізяславом (Каргою) рукоположений у сан єпископа Хмельницького і Кам'янець-Подільського.
- 19 жовтня 1995 — після смерті Святішого Патріарха Київського і всієї Русі-України Володимира визнав юрисдикцію Української Автокефальної Православної Церкви.
- 1997 — піднесений у сан архієпископа Тернопільського і Подільського,
- 1999 — піднесений у сан митрополита Тернопільського і Подільського.
- 1 березня 2000 — рішенням IV Помісного Собору Української автокефальної православної церкви обраний місцеблюстителем Патріархого престолу УАПЦ.
- 14 вересня 2000 — обраний Предстоятелем Української автокефальної православної церкви з титулом митрополита Тернопільського і Подільського.
- 2002 — на наполегливе прохання Архієрейського собору УАПЦ та у відповідності до статуту УАПЦ (п. 6.1) приймає на себе титул «Блаженніший Митрополит Київський і всієї України».
- 24 лютого 2015 — на 66-му році життя внаслідок хвороби помер у Києві[2].
- 27 лютого 2015 — похований на території церкви Різдва Христового в Тернополі.

## Позиція стосовно канонічного визнання УАПЦ
Митрополит Мефодій вважав головним завданням УАПЦ отримання канонічного визнання від Матері-Церкви, тобто від Константинополя. Він вважав, що давня Київська Церква має історичне право на автокефалію. Будучи Предстоятелем він був готовим тимчасово відмовитися від автокефалії для того, щоб увійти до складу Константинопольского патріархату та здобути канонічне визнання. Владика зробив чимало для того, щоб Українська автокефальна православна церква розвивалася саме як Помісна Церква, яка є невід'ємною частиною світового православ'я.

## Участь в об'єднавчому процесі
У 2006 році митрополит Мефодій у своєму інтерв'ю зазначив:
«Ми сім разів були у Вселенського Патріарха. Було благословення робити все для того щоби поєднати наше розрізане православ'я. І тоді буде благословення на Помісну Українську Церкву. Вперше ми вели об'єднавчі переговори з Його Святістю Філаретом (УПЦ КП), але, на жаль, все розвалилось, бо з тієї сторони ми не бачили взаємопорозуміння і бажання вести переговори на ґрунті любові. Там було одне бажання — обдурити нас, приєднати і знищити. Вони не боролись за одну Церкву, але боролись за матеріальні скарби — за храми».
У відкритому листі до Філарета митрополит Мефодій 2009 року наголошував:
«Українська Автокефальна Православна Церква життєво зацікавлена в об'єднанні українського православ'я на ґрунті повної канонічної незалежності (автокефалії) та робитиме від неї залежне, аби це об'єднання відбулося».
Митрополит Мефодій вважав, що основною перепоною на шляху об'єднання православних церков в Україні в єдину помісну церкву є особистість патріарха УПЦ КП Філарета, який не погоджувався на об'єднання без гарантій йому особисто зберегти патріарший куколь за собою.
Так, у 2008 році на переговорах про вихід із канонічної ізоляції, представники вселенського патріархату запропонували УПЦ КП наступні умови:
- тимчасова відмова від статусу патріархату;
- входження до юрисдикції вселенського патріархату з метою отримання томосу про автокефалію в майбутньому;
- формування канонічних керівних органів української церкви в юрисдикції вселенського патріархату з благословення вселенського патріарха (зокрема, обрання Предстоятеля Церкви актом вселенського патріарха з трьох альтернативних кандидатур, які висуває український єпископат).

Дану модель було запропоновано лише як перехідну до остаточного канонічного унезалежнення Української Церкви — видання томосу про автокефалію. Протягом переговорів українська сторона мала реальну можливість значно оптимізувати модель канонічної легітимізації УПЦ КП та УАПЦ. Однак для цього українська сторона теж мала піти на зустріч Константинополю, а саме погодитися, що предстоятель української церкви в складі вселенського патріархату обиратиметься Вселенським Патріархом з трьох запропонованих українським єпископатом кандидатур. УАПЦ погодилися утриматися від висунення власних кандидатур. Отже в УПЦ КП була можливість висунути на посаду предстоятеля кандидатуру патріарха Філарета і ще дві кандидатури з числа єпископату УПЦ КП. Але цей варіант було відкинуто.

## Заповіт
На 40-й день від дня смерті Блаженнішого Мефодія опублікований його Духовний Заповіт, у якому наголошується на доцільності синодальної форми управління в УАПЦ на основі канонічної моделі Елладської православної церкви, а також на продовженні довголітнього курсу УАПЦ на встановлення співпричастя зі Вселенським Патріархатом.
Також Блаженніший заповідав продовжити діалог з єпископатом УПЦ Київського Патріархату та україноцентричною частиною єпископату УПЦ МП на чолі з митрополитом Олександром (Драбинком) про об'єднання в єдину помісну та канонічно визнану Вселенським Православ'ям Православну Церкву, але не приймати рішень щодо поєднання з іншими православними юрисдикціями в Україні без канонічного благословення Вселенського Патріарха Варфоломія І.

## Фонд пам'яті
Після смерті Митрополита Мефодія його найближчим оточенням створено Фонд пам'яті Блаженнішого Митрополита Мефодія, метою діяльності якого є збір та публікація праць Блаженнішого, створення документального фільму про його життя та діяльність.
У травні 2015 року Фондом видано книгу «Один народ, одна мова, одна церква», куди увійшли вибрані праці, написані ним у часи предстоятельського служіння в УАПЦ. У статтях і наукових дослідженнях спочилого Предстоятеля УАПЦ аналізується головна історична подія церковного життя України ХХ століття — відновлення автокефального буття Української Церкви та проголошення Київського Патріархату. В численних документах Патріархії та Архієрейського собору УАПЦ, написаних митрополитом Мефодієм або під його безпосереднім керівництвом, розкрито історичні та канонічні причини сучасної канонічної кризи українського православ'я, визначено головні помилки автокефального руху та шляхи їх подолання, окреслено еклезіологію відродження УАПЦ та входження цієї церкви у співпричастя зі Вселенським Константинопольським Патріархатом.

## Вшанування пам'яті
У річницю смерті митрополита Мефодія 24 лютого 2016 року в Тернопільському обласному краєзнавчому музеї зусиллями Фонду відкрито виставку пам'яті Його Блаженства, на якій було представлено церковне облачення митрополита, його особисті речі, книги, рукописи. Перед відкриттям виставки пройшов експертний круглий стіл «Об'єднаємо Церкву — об'єднаємо Україну: Спадщина Митрополита Мефодія та консолідація Українського Православ'я» за участі духовних осіб різних християнських конфесій, представників влади та громадськості.

## Нагороди
- Орден князя Ярослава Мудрого III ст. (22 липня 2008) — за визначний особистий внесок в утвердження духовності, гуманізму та милосердя, багаторічну плідну церковну діяльність та з нагоди 1020-річчя хрещення Київської Русі[19]
- Орден «За заслуги» I ст. (10 березня 2009) — за багатолітню плідну церковну діяльність, утвердження ідеалів духовності, милосердя і злагоди в суспільстві[20][21]
- Орден «За заслуги» II ст. (15 травня 2003) — за вагомий особистий внесок у відродження духовності, утвердження ідей милосердя і злагоди в суспільстві, активну миротворчу та благодійну діяльність[22]
- Орден «За заслуги» III ст. (21 серпня 2001) — за значний особистий внесок у соціально-економічний та культурний розвиток України, вагомі трудові досягнення та з нагоди 10-ї річниці незалежності України[23]
- «Почесний громадянин міста Тернополя» (2017)[24].